# Goodyera myanmarica
Goodyera myanmarica là một loài thực vật có hoa trong họ Lan. Loài này được Ormerod & Sath.Kumar mô tả khoa học đầu tiên năm 2006.